# Главацкий, Михаил Ефимович
Михаи́л Ефи́мович Глава́цкий (7 февраля 1924, Умань, Киевская губерния — 15 октября 2015, Екатеринбург) — советский и российский историк и педагог, доктор исторических наук (1974), профессор (1976). Заслуженный деятель науки Российской Федерации (2007).

## Биография
Родился в еврейcкой семье 7 февраля 1924 года в городе Умань Черкасской губернии Украинской ССР. По рождению носил имя Шулим. Фамилия семьи изначально (до революции) была Гловацкие-Логоватские, потом сменили на Гловацких, а потом на Главацких. Шулим стал Михаилом, а его брат Бецацель — Сергеем. При этом брат Шулима сменил в итоге фамилию на Дубровский и указывал, что он русский по национальности. В конце 1930-х годов Сергей Дубровский (работавший на Подольском машиностроительном заводе имени Орджоникидзе) перевез к себе в Подольск Михаила и маму Блюму Шулимовну.
С 1941 года в период Великой Отечественной войны, в возрасте семнадцати лет, Михаил начал свою трудовую деятельность рабочим, с 1944 года — мастером на свердловском оборонном заводе, одновременно учась в вечерней школе. Награждён медалью «За доблестный труд в Великой Отечественной войне».

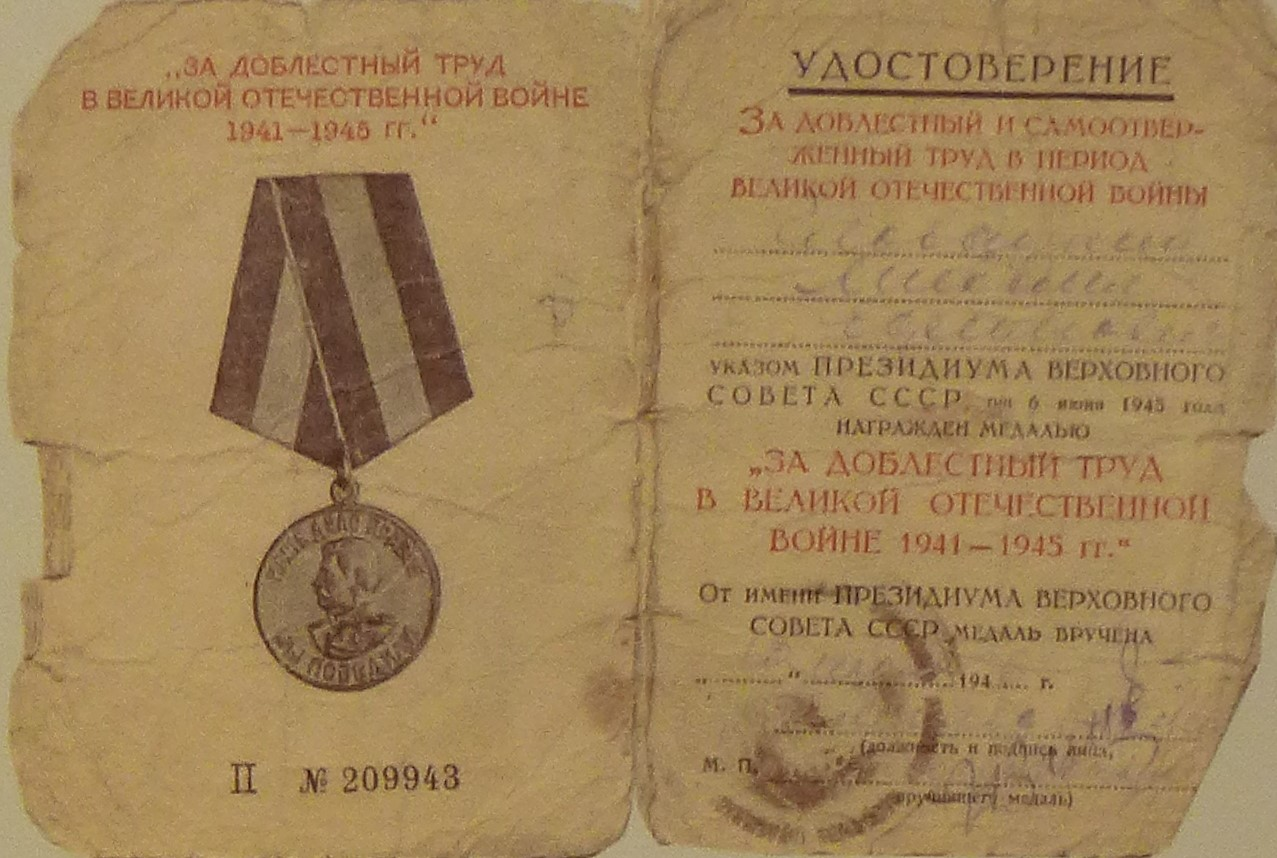
Удостоверение о награждении Главацкого медалью «За доблестный труд в Великой Отечественной войне». В удостоверении он значится уже как Михаил Ефимович Гловацкий

В 1945 году окончил среднюю школу. С 1945 по 1950 годы проходил обучение на историческом факультете Уральского государственного университета.
С 1950 года на административной и педагогической работе в Уральском государственном университете — с 1950 по 1963 год, в течение тринадцати лет, был — заместителем руководителя учебной части, с 1963 по 1993 годы в течение тридцати лет работал — старшим преподавателем, доцентом и профессором кафедры истории КПСС, с 1993 по 1996 годы — профессор кафедры источниковедения, с 1996 по 2001 год — профессор кафедры архивоведения, с 2001 по 2005 год — профессор кафедры документоведения и информационно-правового обеспечения управления.
В 1963 году защитил диссертацию на соискание учёной степени кандидата исторических наук на тему: «Подготовка инженерных кадров на Урале. (1920—1937 гг.)», в 1974 году — доктор исторических наук на тему: «Коммунистическая партия — организатор формирования технической интеллигенции на Урале, 1926—1937 гг.», в 1976 году присвоено учёное звание — профессор.
Помимо основной деятельности занимался и общественной деятельностью: с 1983 по 1998 годы был — учёным секретарём Совета по защите докторских диссертаций при УрГУ, с 1975 по 1992 годы — заместитель председателя Проблемного совета «Культурное строительство в СССР» Министерства высшего образования РСФСР, с 1994 по 2005 годы — член Межвузовского центра РФ «Политическая культура интеллигенции, её роль и место в истории Отечества» и руководитель исследовательского центра «XX век в судьбах интеллигенции». М. Е. Главацкий возглавлял творческий коллектив по подготовке учебных книг по истории, издававшихся массовым тиражом в Москве, Челябинске, Екатеринбурге и Чебоксарах. С 1994 по 2005 годы — руководитель издательской программы «История металлургии Урала в биографиях». В 1994 году стал инициатором возрождения журнала «Известия Уральского государственного университета». С 1992 по 2004 годы — инициатор проведения ежегодных Всероссийских конференций по истории интеллигенции в Уральском государственном университете.
Автор более 250 научных работ, в том числе восьми монографий, под его руководством было подготовлено более сорока трёх кандидатских и докторских диссертаций.
В 2007 году Указом Президента России М. Е. Главацкому было присвоено почётное звание Заслуженный деятель науки Российской Федерации.
Дочь Елена (род.1961) — историк, профессор УрФУ.
Скончался 15 октября 2015 года в Екатеринбурге.

## Награды и премии
Основной источник:
- Заслуженный деятель науки Российской Федерации (2007)
- Серебряная медаль ВДНХ (1984 — «за книгу „Культурное строительство на Урале“»)
- Медаль имени Н. К. Чупина (2000 — «за труды по изучению Урала»)
- Медаль имени В. Е. Грум-Гржимайло (2004 — «за труды по изучению истории металлургии»)
- Премия УрГУ (1985, 1999)
- Премия имени В. П. Бирюкова (1998 — «за лучшую книгу по краеведению»)
- Премии Фонда Сороса (1993 — «за лучшую рукопись учебной книги»)

## Семья

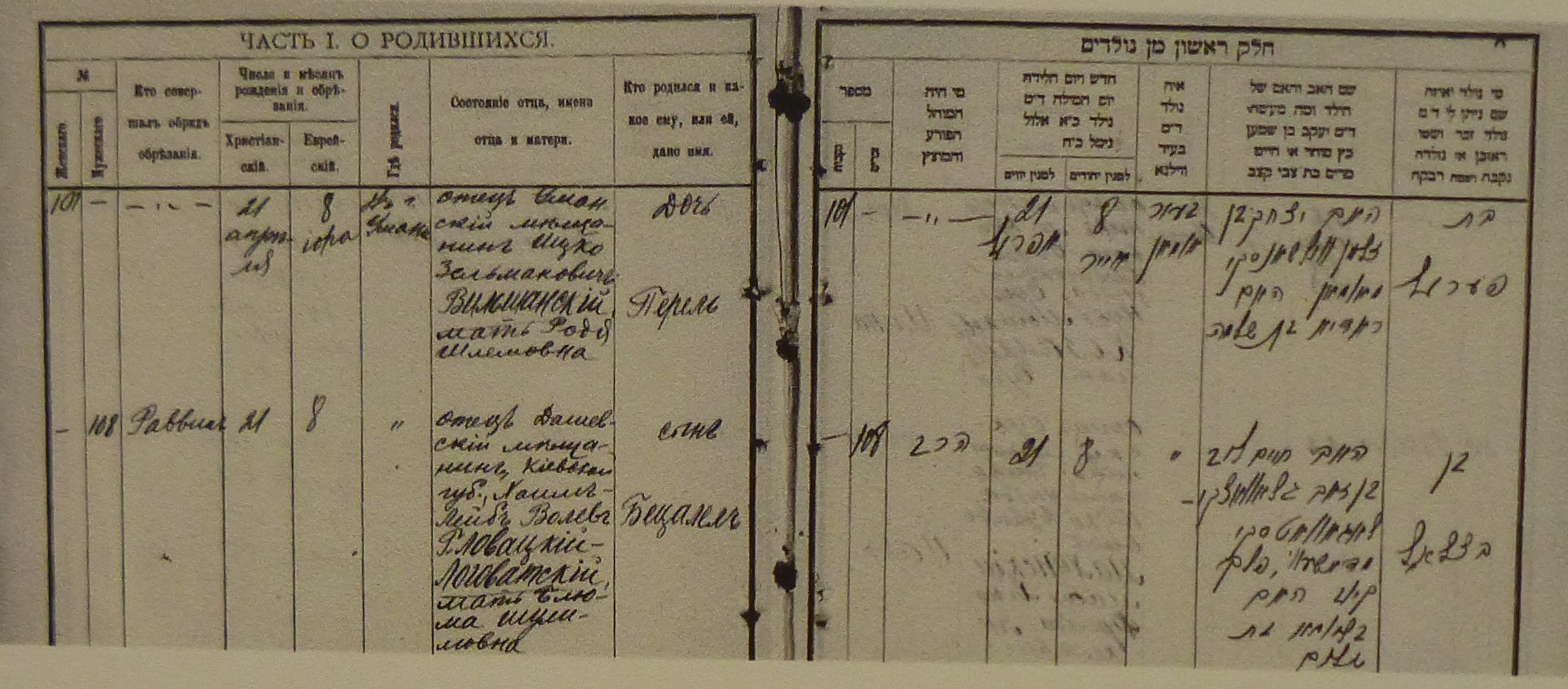
Метрическая запись о рождении старшего брата Михаила Главацкого со сведениями о родителях

- Отец — Хайм-Лейб Волев Гловацкий-Логоватский, мещанин Киевской губернии;
- Мать — Блюма Шулимовна Минская;
- Брат — Бецалель (Сааль) Гловацкий-Логоватский. Родился в 1914 году, инвалид Великой Отечественной войны I группы, после которой проживал (по состоянию на 1991 год) в Свердловске в одной квартире с братом Михаилом. В 1954 году ЗАГС выдало ему документ о том, что он Сергей Ефимович Дубровский. Впрочем, данные фамилию, имя и отчество он имел уже в документах 1940-х годов. Так, в красноармейской книжке, выданной 22 января 1946 года, указано, что он Сергей Ефимович Дубровский, а в графе национальность значилось «русский». В 1991 году безуспешно пытался выехать к сыну в Израиль, но получил отказ в связи с наличием допуска к государственной тайне. На тот момент именовался Сергей Хайм-Лейбович Дубровский.
- Брат — Алексей (Люся) Ефимович. Родился в 1912 г. До войны закончил совпартшколу, а в 41 году - ускоренные курсы Высшего военного политучилища в Сталинграде. Воевал в должности старшего политрука политотдела дивизии. На фронте занимался агитацией и пропагандой среди войск противника.  Погиб в атаке при взятии высоты от снайперской пули 12 февраля 1943, похоронен в братской могиле в Курской области.
- Брат — Вольф (Владимир). Родился в 1919 году. Убит во время эвакуации.